# Joseph Chatt
Joseph Chatt (* 6. November 1914 in Horden, County Durham; † 19. Mai 1994 in Hove)  war ein britischer Chemiker.

## Leben und Werk
Chatt wuchs auf einer Farm in Cumberland auf. Er studierte Chemie an der Universität Cambridge (Emanuel College), wo er 1937 einen Abschluss machte und bei F. G. Mann über die Chemie organischer Arsen und Phosphor Verbindungen und ihrer Komplexe mit Übergangsmetallen promovierte. 1941/42 war er Forschungschemiker am Woolwich Arsenal der britischen Armee in der Sprengstoff-Entwicklung. 1942 bis 1946 war er leitender Chemiker bei der Firma Peter Spence and Sons und 1946/47 war er ICI Research Fellow am Imperial College in London. Von 1947 bis 1962 war er bei ICI, zunächst als Leiter der Anorganischen Chemie an den Butterwick Research Laboratories in The Frythe bei Welwyn und dann 1961/62 als Gruppenleiter in der Heavy Organic Chemicals Division. Bei ICI erforschte er unter anderem mit seinem Kollegen Bernard Shaw Metallhydride und Metall-Alken-Komplexe. 1964 war er kurz Professor am Queen Mary College in London und von 1964 bis zu seiner Emeritierung 1980 Professor an der University of Sussex. Er erforschte für das Agricultural Research Council als Direktor von 1963 bis 1980 der Unit of Nitrogen Fixation die Mechanismen der Stickstoff-Fixierung (wichtig für die Düngermittelherstellung).
1961 wurde Chatt Fellow der Royal Society. 1971 erhielt er den Liversidge Award der Royal Society of Chemistry. Er wurde 1978 CBE und Ehrenfellow seines alten College in Cambridge. 1979 erhielt er die Davy-Medaille. 1981 erhielt er den Wolf-Preis in Chemie für seine fundamentalen Beiträge zur synthetischen Chemie von Übergangsmetallen, speziell Übergangsmetall-Hydride und Distickstoff-Komplexen. Die American Academy of Arts and Sciences ernannte ihn 1985 zu ihrem Mitglied.
Er war seit 1947 verheiratet und hatte einen Sohn und eine Tochter.